# 弗拉基米尔·日里诺夫斯基

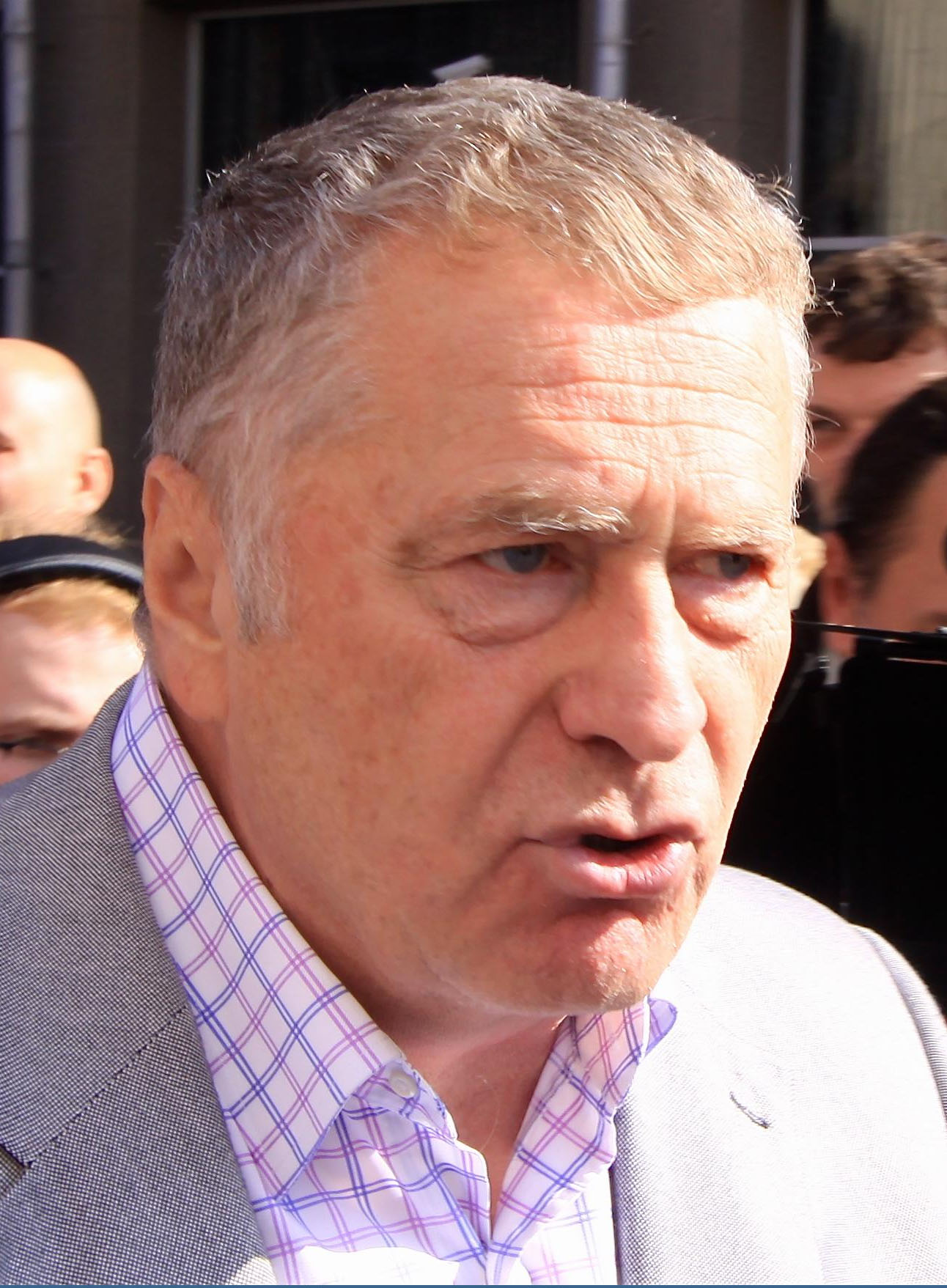
弗拉基米尔·日里诺夫斯基

弗拉基米尔·沃尔福维奇·日里诺夫斯基（羅馬化：Vladimir Volfovich Zhirinovsky；1946年4月25日—2022年4月6日），原姓艾德尔施泰因，俄罗斯极右翼政治人物，俄罗斯自由民主党创始人、首任主席，曾任俄罗斯国家杜马副主席。日里诺夫斯基以極端民族主義之主張見稱。其他國家一般都對日里諾夫斯基不予好評，認為他是現代俄羅斯極權主義和軍國主義的代表。

## 生平
日里诺夫斯基生於哈萨克阿拉木图，父亲埃德尔斯坦为乌克兰科斯托皮尔的犹太人、当地犹太人领袖，1949年移民以色列特拉维夫，加入以色列右翼政党赫鲁特，1983年死于车祸。第二次世界大战期间，日里诺夫斯基有四位亲属死于纳粹大屠杀。
日里诺夫斯基于1964年7月移居莫斯科，曾在莫斯科国立大学亞非研究所就讀，主修突厥学。日里诺夫斯基随后前往第比利斯服兵役。退役后他获得法律学位，并在多個国家委员会工作。1988年他被莫斯科国立大学授予哲學博士学位。其博士論文題目為《俄羅斯民族的過去/現在/未來》(俄语：Прошлое, настоящее и будущее русской нации)。 
1990年他成立俄罗斯自由民主党。其第一次政治生涯之突破，是於1991年俄羅斯第一次總統選舉中得到600多万张选票，得票率為7.81%，排名為第三位。1993年俄罗斯国家杜马選舉，自由民主黨取得23%之得票率。儘管並非俄羅斯第一大黨，卻被視為俄羅斯政壇不可忽視之影響力。
他也被認為歧視女性。2014年，曾經在一次記者會現場，因不滿俄羅斯電視台的女記者杜波維茲卡雅提問的問題，爆怒下，當場命令部屬強暴女記者，事後道歉。杜波維茲卡雅當時提問的問題是：「俄羅斯政府可能對親西方的烏克蘭政府採取哪些制裁？」
2022年2月，因感染COVID-19，日里诺夫斯基入院治疗，同年4月6日病逝，享年75岁。

## 外交事务
日里诺夫斯基曾联合时任总统办公厅主任谢尔盖·亚历山德罗维奇·菲拉托夫以及其他杜马议员试图通过《俄台关系法》发展俄罗斯与台湾的关系，以牵制中国。1996年，在杜马提交议案，要求在中国进行台海导弹演习时支持台湾。
1998年10月，季里諾夫斯基所率領的國會議員訪問團拜訪中華民國，獲中華民國總統李登輝接見，表示熱忱歡迎之意。季里諾夫斯基表示，「俄國朝野對中華民國的政經發展與成就都極為清楚，也同表敬佩，特別是能夠以穩健的方式，一步步地實施改革，兼顧政治的穩定與經濟的發展，這種做法更值得俄羅斯的學習。李登輝總統也希望透過這次的訪華活動，能夠進一步加強中、俄雙方的各種合作與交流關係。」
2010年3月24日，日里诺夫斯基与在俄罗斯访问的时任中共中央政治局常委、中华人民共和国副主席习近平和中联部部长王家瑞在莫斯科会见，日里诺夫斯基对中国特色社会主义、中共在新疆及西藏问题上的立场表示支持。2017年12月，日里诺夫斯基接受中国中央电视台采访时表示十分认同中国共产党对中国对领导，“今天在习近平领导下，中国取得了巨大的成就，他的思想也被写入了中国共产党党章。中国共产党人将之总结为，习近平新时代中国特色社会主义思想。中国发展迅速，可以说成就巨大，数百万人脱离贫困，工业更加强大，人民币成为重要的国际货币。” 

## 著作
- 《俄罗斯的命运》，中文版1994-08 中央编译出版社
- 《日里诺夫斯基自传》，中文版1994-08 中央编译出版社